# 2021年マーシャル火災
2021年マーシャル火災（2021ねん - かさい）とは、2021年12月30日にアメリカ合衆国コロラド州ボルダー郡マーシャル（デンバー近郊）で発生した、コロラド州の史上最悪規模の山林火災である。

## 背景

### 自然条件
2021年の春は雨が多く、草が例年以上に成長し、さらに、異常に高温かつ乾燥した夏と秋が続き、多くの枯れ草を生み出した。これに加え、発災時まで雪が少なかったこともあり、山火事にが生じやすい気象条件となった。
また、山岳波の影響によって強風が引き起こされ、火災現場付近では最大時速115マイル（51メートル/毎秒）の突風による強風を記録。コロラド大学ボルダー校では倒木被害も報告された。この強風の影響で火災は急速に拡大したとみられている。

### 発火原因
火災後、約1年半もの長期にわたる調査の後、2023年6月にボルダー郡保安官カーティス・ジョンソンが、火災の原因は十二支族教団の敷地内にあった残り火と、エクセル・エナジーの送電線のスパークによって引き起こされたと述べ、過失も認められずに刑事告訴は行わないとした。なお、エクセル・エナジーは火災の被害者が起こした200件以上の訴訟に直面している。

## 時系列
2021年12月30日11時9分（以下現地時間）、911にコロラド州道93号線から通報があり、ワイヤーが垂れ下がっていて市道を通れないとの通報があった。 11時12分には消防部隊が現場に到着し、通行止めなどの処理を行っていた。 
事故処理の最中に発煙を確認し消防が急行。 午前11時21分に草原で火災が起きていることを確認したが、強風の影響で発見から3分後には火災は制御不能と判断され、11時44分には現場の指揮官は火災の風下2マイル（3.2キロ）の住民に避難を命じた。その後、正午までに火はスーペリア市の東から3マイル（4.8km）の地点まで到達した。それから1時間以内に、スーペリア市をはじめ、ルイビル市、ブルームフィールドの一部、および未編入のボルダー郡周辺地域にも避難命令が出され、数万人が避難を命じられた。 またブルームフィールドと、ラファイエット、アルバダ、ウェストミンスターの一部には避難準備情報が発令された。
これを受け、ジャレッド・ポリスコロラド州知事は15時15分ごろに非常事態を宣言した。
その後、時速115マイル（51メートル/毎秒）を記録する突風があったことで、火災の範囲は大きく広がり、午後5時までに推定1,600エーカー（650ヘクタール）に達し、そして12月31日午前10時までには6,200エーカー（2,500ヘクタール）に増加した。
12月31日から2022年1月1日の夜にかけて大雪が降ったことにより火災は鎮火した。
鎮火後、ジョー・バイデン大統領は連邦緊急事態管理庁の派遣を決定した。また、火災の被害を受けた人々のために、コロラド商工会議所の会頭兼最高経営責任者が会員と火災の影響を受けたすべての地元企業および住民を支援するために結束すると発表するなど支援の動きも広がった。

## 被害

### 人的被害
ボルダー郡では2人が死亡し、少なくとも6人が火災により負傷した。
避難者は延べ37,500人以上にのぼり、火災中はボルダー郡によって10件の避難通知が掲載された。アンケート調査の結果によると、その地域の世帯主のほぼ70％が避難を決意したという。

### 動物
動物の被害では、1,000頭以上のペットのほか、馬2頭、ヤギ2頭、牛9頭が死亡したと推定されている。
しかしながら、焼失した土地の多くは放牧地であったにもかかわらず、救助隊は数百頭の家畜を救出した。

### 建物、交通
少なくとも1つのショッピングセンターを含む推定1,084棟の建造物が全焼し、さらに149棟が火災に伴う損傷を受けた。火災発生から12時間も経たないうちに、コロラド州内で最も建造物を全焼させた火災となった。後の推定では、被害総額は20 億ドルを超えると推測されている。また、この地域の6つの公共飲料水システムが被害を受けた。
コロラド州運輸局は、交通事故と火災の影響で複数の車線と道路を閉鎖した。国道36号線はボルダーからブルームフィールドまで両方向で通行止めとなり、コロラド州道470号線の一部はモリソン付近で完全に通行止めとなった。ほかにも州間高速道路70号線のゴールデンとジョージタウン間でも警報が発令され、コロラド州道93号線は早朝に40分間通行止めとなった。

## ギャラリー
- 全焼した住宅。調理器具の残骸がある。
- 全焼した住宅の玄関。